# Herbeys
Herbeys är en kommun i departementet Isère i regionen Auvergne-Rhône-Alpes i sydöstra Frankrike. Kommunen ligger i kantonen Eybens som tillhör arrondissementet Grenoble. År 2022 hade Herbeys 1 388 invånare.

## Befolkningsutveckling
Antalet invånare i kommunen Herbeys
Referens:INSEE